# 银木
银木（学名：Cinnamomum septentrionale）是樟科樟属的植物。分布于中国大陆的陕西、四川、甘肃等地，生长于海拔600米至1,000米的地区，常生于山谷和山坡上，目前尚未由人工引种栽培。

## 别名
香樟（陕西南部、四川梓潼） 土沉香（重庆江北）